# Glanosuchus macrops
Glanosuchus macrops és una espècie extinta de sinàpsid de la família dels pristerognàtids (o, segons altres classificacions, dels escilacosàurids) que visqué durant el Permià mitjà en allò que avui en dia és Sud-àfrica. Es tracta de l'única espècie reconeguda del gènere Glanosuchus. Tenia una estructura de l'orella mitjana intermèdia entre la dels teràpsids primitius i la dels mamífers. Unes crestes de la cavitat nasal suggereixen que tenia un metabolisme com a mínim parcialment endotèrmic. Tenia el crani d'uns 30 cm i probablement atenyia uns 180 cm de llargada total. El nom genèric Glanosuchus significa ‘cocodril hiena’, mentre que el nom específic macrops significa ‘carallarg’.